# Todd Field
Todd Field (Pomona, California; 24 de febrero de 1964) es un actor, guionista y director de cine estadounidense.

## Biografía
Todd Field empezó su carrera como actor tras graduarse en la escuela superior en Portland, Oregón. Dotado también para la música, Field descartó la universidad para viajar a Nueva York y estudiar teatro en la Gran Manzana. Una vez allí, empezó a trabajar con la Ark Theatre Company como actor y músico. Uno de sus primeros papeles fue como protagonista en la película Student Exchange, directamente para televisión en la que conicidió con la actriz Heather Graham.
Pronto consiguió un papel secundario en el filme de Woody Allen Radio Days y consiguió una nominación para los Independent Spirit Awards gracias a su trabajo en la película de Víctor Núñez Ruby en el Paraíso. También tuvo papeles destacables en Walking and Talking, Broken Vessels y en la última película de Stanley Kubrick, Eyes Wide Shut, donde interpretó al misterioso Nick Nightingale.
Field se hizo un nombre como director con su primera película, When I was a Boy, que fue seleccionada por la Film Society of Lincoln Center como parte de su serie New Directors/New Films y fue exhibida en el Museo de Arte Moderno de Nueva York. Su siguiente trabajo, Nonnie & Alex, ganó el Premio Especial del Jurado del Festival de Sundance, así como el premio a la mejor película del Festival de Aspen.
El éxito de su siguiente obra En la habitación (In the bedroom) ha supuesto su debut como director y guionista así como su consagración definitiva en el mundo de Hollywood.
También apareció en la película Twister.

## Premios y distinciones
Premios Óscar
| Año  | Categoría            | Película         | Resultado |
| ---- | -------------------- | ---------------- | --------- |
| 2002 | Mejor película       | En la habitación | Nominado  |
| 2002 | Mejor guion adaptado | En la habitación | Nominado  |
| 2007 | Mejor guion adaptado | Little Children  | Nominado  |
| 2022 | Mejor guion original | Tár              | Nominado  |
| 2022 | Mejor director       | Tár              | Nominado  |
| 2022 | Mejor película       | Tár              | Nominado  |

Premios Globo de Oro
| Año  | Categoría              | Película         | Resultado |
| ---- | ---------------------- | ---------------- | --------- |
| 2006 | Mejor Película - Drama | Little Children  | Nominado  |
| 2001 | Mejor Película - Drama | En la habitación | Nominado  |